# Civil Nuclear Constabulary
La Civil Nuclear Constabulary (CNC - Polizia nucleare civile) è una forza di polizia speciale nel Regno Unito responsabile dell'applicazione della legge e della sicurezza negli impianti nucleari civili, come le centrali nucleari, e per la gestione dei materiali radioattivi. Non è responsabile della manipolazione di materiali radioattivi per scopi militari, come le armi nucleari. I militari e la Ministry of Defence Police sono responsabili di questo compito. Al contrario, la CNC è responsabile della sicurezza sulle navi della compagnia Pacific Nuclear Transport Ltd. responsabile del trasporto del combustibile nucleare esaurito e dell'uranio impoverito per conto della società statale British Nuclear Fuels.
La CNC è stata fondata il 1º aprile 2005 come successore dell'organizzazione dell'Atomic Energy Authority Constabulary fondata nel 1955. Appartiene al Dipartimento per l'energia e il cambiamento climatico. È anche sotto la supervisione dell'Her Majesty's Inspectorate of Constabulary.
L'Energy Act 2004 ha reso l'agenzia un'autorità di polizia.
A differenza degli ufficiali delle Territorial Police Forces, i circa 750 ufficiali del CNC in servizio sono armati.
Nel 2008 l'uniforme, che era stata basata su quella del Metropolitan Police Service, è stata sostituita da una nuova. Questa è simile alla tradizionale uniforme scozzese.

## Compiti

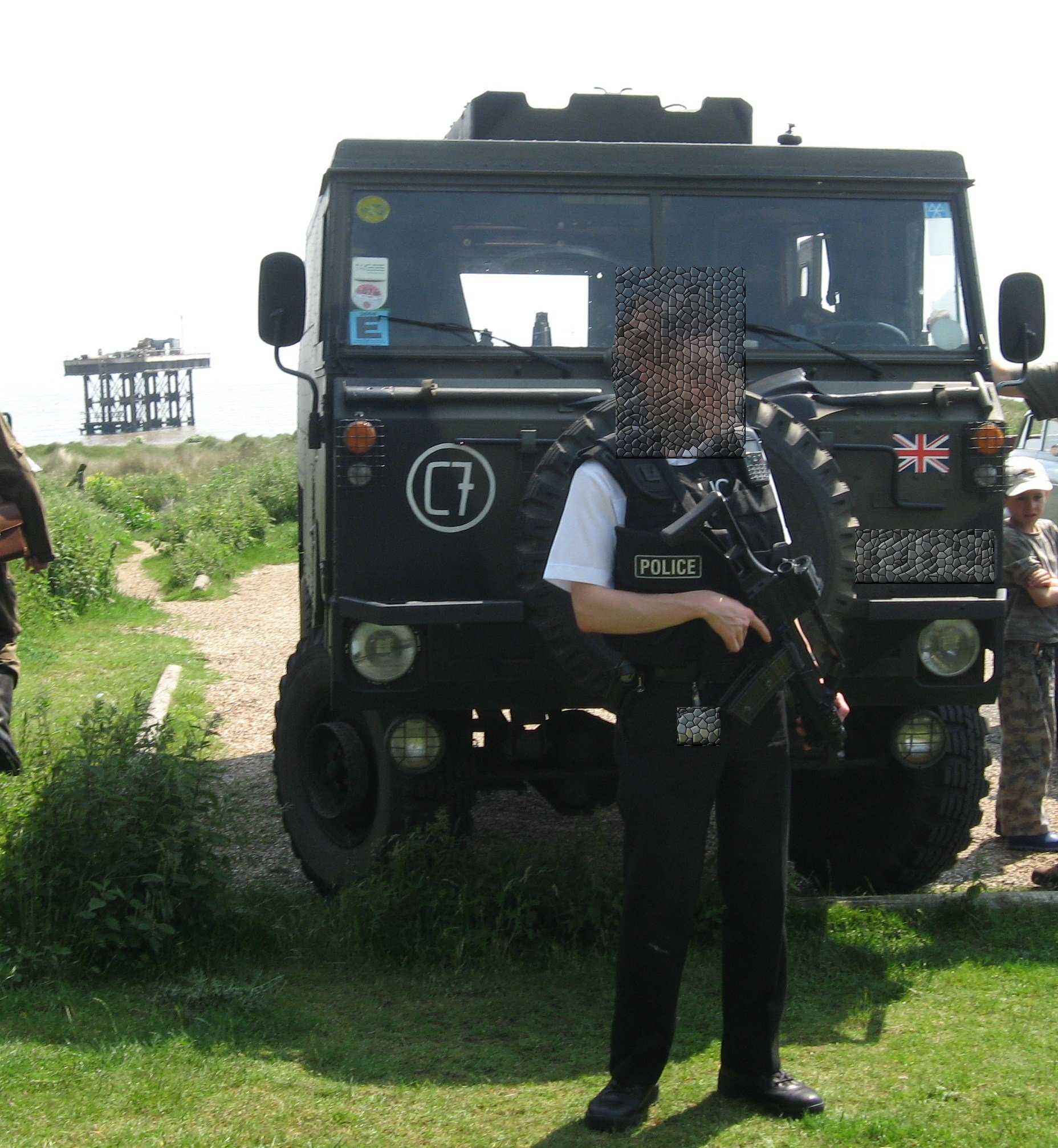
Unità di supporto della CNC

Gli agenti di polizia della CNC hanno gli stessi diritti degli altri agenti di polizia nel Regno Unito all'interno dell'area stabilita dall'Energy Act 2004.
I servizi comprendono:
- impianti nucleari civili e l'area entro un raggio di 5 km al di fuori della struttura
- cantieri navali quando il materiale radioattivo è custodito lì
- vie di trasporto fintanto che viene trasportato materiale radioattivo
- qualsiasi area in cui le persone sospettate di aver rubato illegalmente materiale custodito dalla CNC o di interferire con un'attività devono essere perseguite o arrestate.

A differenza delle altre due forze di polizia speciali, la British Transport Police e la Ministry of Defence Police, la CNC non è autorizzata dall'Anti-terrorism, Crime and Security Act 2001 a svolgere compiti al di fuori della sua area di responsabilità e area di servizio. Può, tuttavia, operare al di fuori della sua area sulla base di un accordo tra il capo della CNC e il capo della rispettiva autorità di polizia territoriale. La CNC non è collegata al sistema di assistenza amministrativa da parte della Polizia territoriale, della British Transport Police e del Ministero della difesa.
La CNC è stata coinvolta nella conferenza G8 del 2005 a Gleneagles, in Scozia e nell'inseguimento di Derrick Bird il 2 giugno 2010, che ha sparato e ucciso dodici persone e ferito 25 nell'area della Cumbria occidentale.

## Dipartimenti
La CNC opera in un totale di 10 siti in Inghilterra, Scozia e Galles (non ci sono "siti nucleari rilevanti" nell'Irlanda del Nord). Di questi, tre sono classificati come Unità operative, dove viene mantenuta una presenza ordinaria della polizia, mentre otto sono Unità di supporto, che hanno una presenza palese di polizia armata.
- Sede centrale a Culham
  - Culham
- Unità operative
  - Dounreay
  - Harwell
  - Sellafield
- Unità di supporto
  - Dungeness
  - Hartlepool
  - Heysham
  - Hinkley Point
  - Hunterston
  - Sizewell
  - Torness

Nel 2007 è stata istituita una struttura con tre dipartimenti (Basic Command Units, BCU), ciascuna guidata da un sovrintendente, in base alle posizioni geografiche che controlla. Questa è ora cambiata in due, ciascuna guidata da un sovrintendente capo come segue:

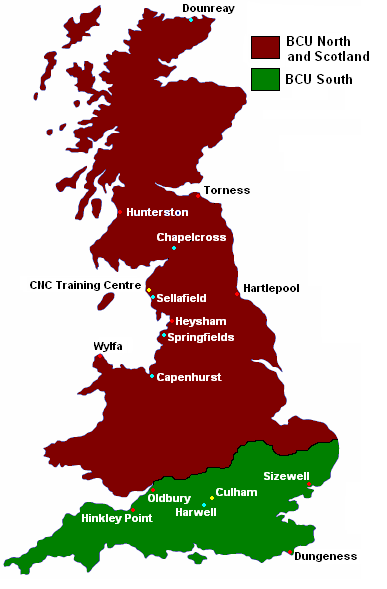
Le due divisioni della Civil Nuclear Constabulary:
BCU North and Scotland
BCU South

- BCU North and Scotland - responsabile dei siti nucleari in Scozia (Dounreay, Hunterston e Torness) e dei siti nucleari nel nord dell'Inghilterra (Hartlepool, Heysham e Sellafield).
- BCU South - responsabile dei siti nucleari nel sud dell'Inghilterra (Culham, Dungeness, Harwell, Hinkley Point e Sizewell).

## Direzione
Dal 1º ottobre 2012 al 31 marzo 2019 il Chief constable della CNC è stato il brigadiere in pensione Michael Griffiths CBE.
Il Deputy chief constable è Simon Chesterma QPM, ex membro della Thames Valley Police, che è anche il capo del National Police Chiefs Council lead for firearms, ha assunto la carica di Chief constable.
Il nuovo temporaneo Deputy chief constable è Chris Armitt QPM, ex membro della Merseyside Police dal 1989, che ha prestato servizio per 8 anni nei Royal Engineers.
Il nuovo temporaneo Assistant chief constable è Duncan Worsell MBE che ha servito per tutta la sua carriera. In precedenza è stato North and Scotland Divisional Commander, Operational Unit Commander a Sellafield e Chief Firearms Instructor.